# Нік Джонас

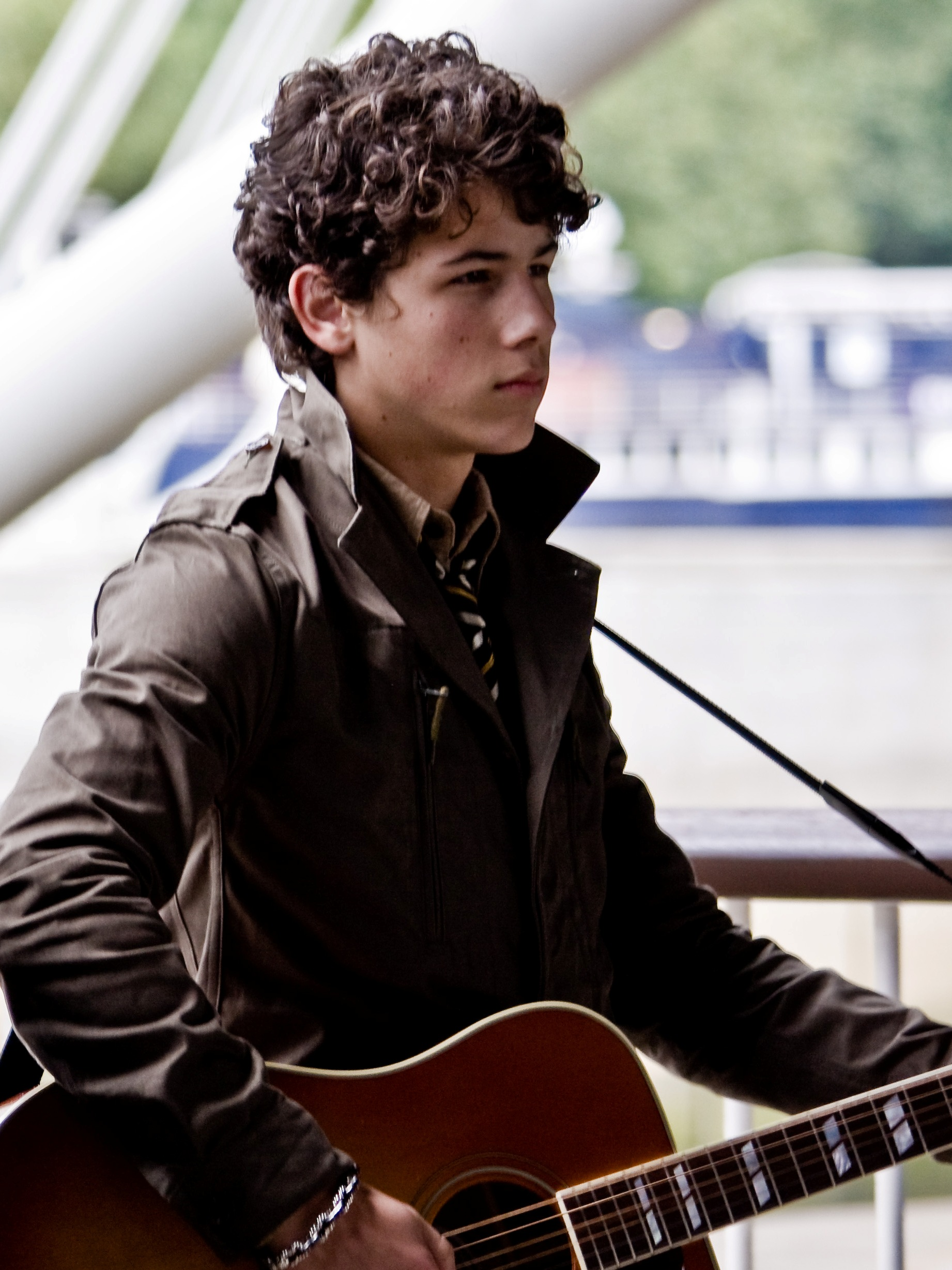
Нік Джонас

Нік Джонас (англ. Nicholas Jerry «Nick» Jonas, нар. 16 вересня 1992) — американський співак і актор, учасник групи Jonas Brothers.

## Кар'єра
Народився в Далласі, штат Техас. Ще в дитинстві знявся в декількох рекламних роликах, однак більшу перевагу віддавав музиці. Разом з братами Кевіном і Джо він створив молодіжну рок-групу Jonas Brothers, що швидко здобула популярність. Також Нік виступає в складі своєї власної групи Nick Jonas & the Administration. Його псевдонім — Mr.President.
У 2007 році Нік знявся у фільмі «Johnny Kapahala: Back on Board». Фільм відразу зайняв перші місця в рейтингах, багато в чому завдяки його участі. В той же час успіх фільму забезпечив Ніку подальші пропозиції від кінематографістів.

## Особисте життя
18 липня 2018 року, на день народження своєї подруги, індійської актриси Пріянки Чопри (старша за нього на 10 років), зробив їй пропозицію; 18 серпня пара відсвяткувала заручини в Мумбаї. Церемонія укладення шлюбу відбулася в палаці Умайд-Бхаван (місто Джодхпур, Індія), весілля тривало цілий тиждень на початку грудня 2018 року.
Наприкінці грудня 2018 року журнал GQ назвав Ніка Джонаса «найстильнішим чоловіком року». Видання The Independent відмічає, що перемозі сприяла нещодавна весільна церемонія, яку журналісти прозвали «нескінченним модним шоу» через велику кількість нарядів, які змінив наречений.

## Фільмографія
| Рік       |    | Українська назва            | Оригінальна назва                               | Роль                                                |
| --------- | -- | --------------------------- | ----------------------------------------------- | --------------------------------------------------- |
| 2021      | с  | Дзвінки                     | Calls                                           | Сем (голос)                                         |
| 2021      | ф  | Ходячий Хаос                | Chaos Walking                                   | Девід "Дейві" Прентісс-молодший                     |
| 2019      | ф  | Джуманджі: Наступний рівень | Jumanji: The Next Level                         | Джефферсон Мак-Донаг'ю                              |
| 2019      | ф  | Мідвей                      | Midway                                          | помічник авіаційного механіка Бруно Гайдо           |
| 2019      | мф |                             | UglyDolls                                       | Лу (Lou), голос                                     |
| 2019      | ф  |                             | Chaos Walking                                   | Davy Prentiss Jr.                                   |
| 2017      | ф  | Джуманджі: Поклик джунглів  | Jumanji: Welcome to the Jungle                  | Алекс (Alex)                                        |
| 2014—2017 | с  | Королівство                 | Kingdom                                         | Нейт Куліна (Nate Kulina), 40 епізодів              |
| 2016      | с  |                             | Maya & Marty                                    | Various (1 епізод)                                  |
| 2016      | ф  | Козел                       | Goat                                            | Бретт (Brett)                                       |
| 2015      | с  | Королеви верещання          | Scream Queens                                   | Бун Коеменс (Boone Clemens), 5 епізодів             |
| 2015      | ф  | Обережніше з бажаннями      | Careful What You Wish For                       | Дуг Мартін (Doug Martin)                            |
| 2013—2015 | с  | Гаваї 5.0                   | Hawaii Five-0                                   | Іан Райт (Ian Wright), 3 епізоди                    |
| 2012      | с  | Успіх                       | Smash                                           | Лайл Вест (Lyle West), 2 епізоди                    |
| 2012      | с  |                             | Submissions Only                                | самотній танцівник (Lonely Dancer), 1 епізод        |
| 2012      | с  | Нічне шоу з Джиммі Феллоном | Late Night with Jimmy Fallon                    | Дж. П'єррепонт Фінч (J. Pierrepont Finch), 1 епізод |
| 2011      | с  | Останній справжній чоловік  | Last Man Standing                               | Раян (Ryan), 1 епізод                               |
| 2011      | с  | Містер Саншайн              | Mr. Sunshine                                    | Елай Катлер (Eli Cutler, 1 епізод                   |
| 2009—2010 | с  |                             | Jonas                                           | Nick Lucas (34 епізоди)                             |
| 2010      | ф  |                             | Les Misérables in Concert: The 25th Anniversary | Marius Pontmercy                                    |
| 2010      | тф | Рок Табір 2: Фінальна битва | Camp Rock 2: The Final Jam                      | Нейт (Nate)                                         |
| 2009      | ф  | Ніч у музеї 2               | Night at the Museum: Battle of the Smithsonian  | херувим (Cherub), голос                             |
| 2009      | вг |                             | Night at the Museum: Battle of the Smithsonian  | херувим (The Cherubs), голос                        |
| 2008      | тф | Рок табір                   | Camp Rock                                       | Нейт (Nate)                                         |

## Дискографія
- 2006 — It's About Time
- 2007 — The Jonas Brothers
- 2008 — A Little Bit Longer
- 2009 — Lines, Vines and Trying Times
- 2010 — Jonas L.A.
- 2010 — Nick Jonas & the Administration